# Slamet
El mont Slamet (en indonesi: Gunung Slamet) és un estratovolcà en que es troba a la regència de Purbalingga de la província de Java Central, Indonèsia. El cim s'eleva fins als 3.428 msnm. Té un grup de tres dotzenes de cons de cendres als flancs inferiors sud-est i nord-est i un únic con de cendres al flanc occidental. El volcà està format per dos edificis superposats. Al cim hi ha quatre cràters. El mont Slamet és la muntanya amb la temperatura mitjana més baixa de Java i una de les zones amb més pluviometria anual d'Indonèsia, amb 8.134 mm/any.
El volcà ha tingut nombroses erupcions des del segle XVIII, sent les més recents el 2009 i 2014.